# Isaac Steinberg
Isaac Nachman Steinberg (ruso: Исаак Нахман Штейнберг) (Daugavpils, Letonia, Imperio Ruso, 13 de julio de 1888 – Nueva York, Estados Unidos, 2 de enero de 1957) fue un político, abogado, escritor, revolucionario y líder del movimiento territorialista judío en la Rusia soviética y en el exilio. 

## Biografía

### Primeros años y primer exilio
Steinberg nació en Dvinsk (hoy Daugavpils), en Letonia, entonces parte del Imperio Ruso, en una familia de comerciantes judíos. Fue educado en un hogar religioso tradicional. En 1906, Steinberg ingresó en la Universidad de Moscú, donde estudió derecho. Se unió al Partido Social-Revolucionario (también conocido como SR o eseristas) y tuvo que exiliarse por su activismo. Entonces se trasladó a Alemania y completó su educación en la Universidad de Heidelberg. 

### Regreso a Rusia, carrera comonarkomy segundo exilio
En 1910, Steinberg regresó a Rusia y trabajó como abogado. Desde diciembre de 1917 a marzo de 1918 fue comisario del pueblo (narkom) de Justicia en el Gobierno liderado por Vladímir Lenin durante la breve coalición entre bolcheviques y social-revolucionarios de izquierda. Steinberg dimitió de su puesto en protesta por la firma del Tratado de Brest-Litovsk e hizo campaña contra los bolcheviques. En 1923, habiendo siendo alertado de que estaba en peligro de ser asesinado, se trasladó de nuevo a Alemania y se llevó con él a su joven familia.

### La Liga de la Tierra Libre
Tras la toma del poder por parte de los nazis en 1933, Steinberg, su esposa y sus tres hijos, se instalaron en Londres. Allí fue uno de los cofundadores de la Liga de la Tierra Libre, que intentó encontrar un refugio seguro para los judíos europeos que huían del Holocausto. 
La Liga seleccionó la región de Kimberley en Australia occidental como lugar donde comprar tierra agrícola donde pudiesen ser reubicados 75.000 refugiados judíos de Europa. Este esfuerzo se conoce como Plan Kimberley o Programa Kimberley. Steinberg basó su campaña en la necesidad oficialmente declarada de poblar el norte de Australia. El 23 de mayo de 1939 llegó a Perth y a principios de 1940 ganó un sustancial apoyo público, aunque también encontró oposición.
Steinberg abandonó Australia en junio de 1943 para reencontrarse con su familia en Canadá. El 15 de julio de 1944 el primer ministro de Australia, John Curtin, le informó de que el Gobierno australiano no se «saldría de su histórica política en relación al asentamiento extranjero en Australia» y no podría «hospedar la propuesta para un asentamiento grupal del tipo exclusivo contemplado por la Liga de la Tierra Libre.»
Steinberg continuó sus esfuerzos a pesar de los retrocesos. En 1946, la Liga de la Tierra Libre comenzó negociaciones con los gobiernos surinamés y holandés para el posible reasentamiento de 30.000 judíos desplazados desde Europa al Distrito de Saramacca en Surinam. En agosto de 1948, el parlamento surinamés decidió «suspender las discusiones hasta la completa clarificación de la situación internacional». Las negociaciones nunca fueron retomadas.
Steinberg fue un prolífico escritor yidis, editor y destacado activista cultural, que jugó un importante papel en el desarrollo del movimiento yidisista. Steinberg era un judío ortodoxo; se rumoreó que durante su corta permanencia como comisario del pueblo de Justicia rechazó trabajar en Sabbat, para consternación de Lenin.
Isaac Steinberg falleció en Nueva York en 1957. Su hijo fue el distinguido historiador del arte Leo Steinberg.

## Visiones políticas
Las visiones políticas de Steinberg fueron esencialmente anarquistas, aunque él se definía como social-revolucionario de izquierda o naródnik de izquierda. Los social-revolucionarios de izquierda proponían una federación radicalmente descentralizada de sindicatos, sóviets y cooperativas obreras, cuyos delegados fuesen elegidos por democracia directa y pudieran ser revocables en cualquier momento.
A diferencia de muchos anarquistas, Steinberg creía que es posible y necesario formar un partido político cuya tarea fuese la destrucción del Estado desde dentro. También remarca, como otros anarquistas contemporáneos, que incluso una federación sindicalista establecida no podría estar completamente libre de elementos o cristalizaciones de poder organizado. Según Steinberg, incluso un sistema no estatal y relativamente libre tiene que reconocer la existencia de algunas estructuras de gobierno reminiscentes dentro de sí, para descentralizarlas o desmantelarlas y anarquizar aún más la sociedad. Steinberg veía el anarquismo como principio subyacente, espíritu y guía del socialismo revolucionario, más que como un programa político concreto con un objetivo final. Por lo tanto, se abstenía de igualar sus ideas sindicalistas con el anarquismo, porque una ecuación tal, desde su punto de vista, hubiera comprometido la naturaleza sutil y perpetua de los principios anarquistas.
Steinberg fue dirigente del movimiento territorialista judío. Trabajó duro para establecer un territorio judío autogestionado, pero no apoyó la idea de un Estado-nación judío y fue altamente crítico con la política del movimiento sionista. Tras el establecimiento del Estado de Israel, apoyó la idea de crear una federación binacional de Israel/Palestina y, al mismo tiempo, continuó sus esfuerzos para establecer un asentamiento autogestionado compacto judío en algún lugar fuera de Oriente Próximo.

## Obras
- (en ruso) Нравственный лик революции (El lado moral de la Revolución), Berlín, 1923.
- (en yidis) זכרונות פֿון אַ פֿאָלקס־קאָמיסאַר (Memorias de un comisario del pueblo), Varsovia, 1931.
- (en inglés) Spiridonova: Revolutionary Terrorist (Spiridónova: terrorista revolucionaria). Traducido y editado por Gwenda David y Eric Mosbacher, Londres, 1935.
- (en yidis) געלעבט און געחלומט אין אויסטראַליע (Vivido y soñado en Australia), Melbourne, 1943.
- (en inglés) Australia: The Unpromised Land (Australia: la tierra prometida), Londres, 1948.
- (en yidis) מיט אײן פֿוס אין אַמעריקע: פּערזאָנען, געשעענישן און אידעען (Con un pie en América: personas, acontecimientos e ideas), México, 1951.
- (en yidis) אין קאַמף פֿאַר מענטש און ייִד (En lucha por el hombre y el judío), Buenos Aires, 1952.
- (en inglés) In The Workshop Of The Revolution (En el taller de la Revolución), 1955.